# Euceraphis quednaui
Euceraphis quednaui är en insektsart som beskrevs av Frederick Frost Blackman 2002. Euceraphis quednaui ingår i släktet Euceraphis och familjen långrörsbladlöss. Inga underarter finns listade i Catalogue of Life.